# Psaume 33 (32)
Le psaume 33 (32 selon la numérotation grecque) est attribué à David. C’est un psaume de louange, dont le thème majeur est celui du peuple d'Israël, peuple élu de Dieu.

## Texte
| verset | original hébreu                               | traduction française de Louis Segond                                                                      | Vulgate latine                                                                                         |
| ------ | --------------------------------------------- | --- | --- |
| 1      | רַנְּנוּ צַדִּיקִים, בַּיהוָה; לַיְשָׁרִים, נָאוָה תְהִלָּה         | Justes, réjouissez-vous en l’Éternel ! La louange sied aux hommes droits.                                 | [Psalmus David] Exultate iusti in Domino rectos decet laudatio                                         |
| 2      | הוֹדוּ לַיהוָה בְּכִנּוֹר; בְּנֵבֶל עָשׂוֹר, זַמְּרוּ-לוֹ          | Célébrez l’Éternel avec la harpe, célébrez-le sur le luth à dix cordes.                                   | Confitemini Domino in cithara in psalterio decem cordarum psallite illi                                |
| 3      | שִׁירוּ-לוֹ, שִׁיר חָדָשׁ; הֵיטִיבוּ נַגֵּן, בִּתְרוּעָה          | Chantez-lui un cantique nouveau ! Faites retentir vos instruments et vos voix !                           | Cantate ei canticum novum bene psallite in vociferatione                                               |
| 4      | כִּי-יָשָׁר דְּבַר-יְהוָה; וְכָל-מַעֲשֵׂהוּ, בֶּאֱמוּנָה            | Car la parole de l’Éternel est droite, et toutes ses œuvres s’accomplissent avec fidélité ;               | Quia rectum est verbum Domini et omnia opera eius in fide                                              |
| 5      | אֹהֵב, צְדָקָה וּמִשְׁפָּט; חֶסֶד יְהוָה, מָלְאָה הָאָרֶץ          | Il aime la justice et la droiture ; la bonté de l’Éternel remplit la terre.                               | Diligit misericordiam et iudicium misericordia Domini plena est terra                                  |
| 6      | בִּדְבַר יְהוָה, שָׁמַיִם נַעֲשׂוּ; וּבְרוּחַ פִּיו, כָּל-צְבָאָם      | Les cieux ont été faits par la parole de l’Éternel, et toute leur armée par le souffle de sa bouche.      | Verbo Domini caeli firmati sunt et spiritu oris eius omnis virtus eorum                                |
| 7      | כֹּנֵס כַּנֵּד, מֵי הַיָּם; נֹתֵן בְּאוֹצָרוֹת תְּהוֹמוֹת           | Il amoncelle en un tas les eaux de la mer, il met dans des réservoirs les abîmes.                         | Congregans sicut in utre aquas maris ponens in thesauris abyssos                                       |
| 8      | יִירְאוּ מֵיְהוָה, כָּל-הָאָרֶץ; מִמֶּנּוּ יָגוּרוּ, כָּל-יֹשְׁבֵי תֵבֵל | Que toute la terre craigne l’Éternel ! Que tous les habitants du monde tremblent devant lui !             | Timeat Dominum omnis terra ab eo autem commoveantur omnes inhabitantes orbem                           |
| 9      | כִּי הוּא אָמַר וַיֶּהִי; הוּא-צִוָּה, וַיַּעֲמֹד               | Car il dit, et la chose arrive ; il ordonne, et elle existe.                                              | Quoniam ipse dixit et facta sunt ipse mandavit et creata sunt                                          |
| 10     | יְהוָה, הֵפִיר עֲצַת-גּוֹיִם; הֵנִיא, מַחְשְׁבוֹת עַמִּים        | L’Éternel renverse les desseins des nations, il anéantit les projets des peuples ;                        | Dominus dissipat consilia gentium reprobat autem cogitationes populorum et reprobat consilia principum |
| 11     | עֲצַת יְהוָה, לְעוֹלָם תַּעֲמֹד; מַחְשְׁבוֹת לִבּוֹ, לְדֹר וָדֹר     | Les desseins de l’Éternel subsistent à toujours, et les projets de son cœur, de génération en génération. | Consilium autem Domini in aeternum manet cogitationes cordis eius in generatione et generationem       |
| 12     | אַשְׁרֵי הַגּוֹי, אֲשֶׁר-יְהוָה אֱלֹהָיו; הָעָם, בָּחַר לְנַחֲלָה לוֹ  | Heureuse la nation dont l’Éternel est le Dieu ! Heureux le peuple qu’il choisit pour son héritage !       | Beata gens cuius est Dominus Deus eius populus quem elegit in hereditatem sibi                         |
| 13     | מִשָּׁמַיִם, הִבִּיט יְהוָה; רָאָה, אֶת-כָּל-בְּנֵי הָאָדָם         | L’Éternel regarde du haut des cieux, il voit tous les fils de l’homme ;                                   | De caelo respexit Dominus vidit omnes filios hominum                                                   |
| 14     | מִמְּכוֹן-שִׁבְתּוֹ הִשְׁגִּיחַ-- אֶל כָּל-יֹשְׁבֵי הָאָרֶץ            | Du lieu de sa demeure il observe tous les habitants de la terre,                                          | De praeparato habitaculo suo respexit super omnes qui habitant terram                                  |
| 15     | הַיֹּצֵר יַחַד לִבָּם; הַמֵּבִין, אֶל-כָּל-מַעֲשֵׂיהֶם             | Lui qui forme leur cœur à tous, qui est attentif à toutes leurs actions.                                  | Qui finxit singillatim corda eorum qui intellegit omnia opera illorum                                  |
| 16     | אֵין-הַמֶּלֶךְ, נוֹשָׁע בְּרָב-חָיִל; גִּבּוֹר, לֹא-יִנָּצֵל בְּרָב-כֹּחַ  | Ce n’est pas une grande armée qui sauve le roi, ce n’est pas une grande force qui délivre le héros ;      | Non salvatur rex per multam virtutem et gigans non salvabitur in multitudine virtutis suae             |
| 17     | שֶׁקֶר הַסּוּס, לִתְשׁוּעָה; וּבְרֹב חֵילוֹ, לֹא יְמַלֵּט          | Le cheval est impuissant pour assurer le salut, et toute sa vigueur ne donne pas la délivrance.           | Fallax equus ad salutem in abundantia autem virtutis suae non salvabitur                               |
| 18     | הִנֵּה עֵין יְהוָה, אֶל-יְרֵאָיו; לַמְיַחֲלִים לְחַסְדּוֹ         | Voici, l’œil de l’Éternel est sur ceux qui le craignent, sur ceux qui espèrent en sa bonté,               | Ecce oculi Domini super metuentes eum qui sperant super misericordia eius                              |
| 19     | לְהַצִּיל מִמָּוֶת נַפְשָׁם; וּלְחַיּוֹתָם, בָּרָעָב                | Afin d’arracher leur âme à la mort et de les faire vivre au milieu de la famine.                          | Ut eruat a morte animas eorum et alat eos in fame                                                      |
| 20     | נַפְשֵׁנוּ, חִכְּתָה לַיהוָה; עֶזְרֵנוּ וּמָגִנֵּנוּ הוּא           | Notre âme espère en l’Éternel ; il est notre secours et notre bouclier.                                   | Anima nostra sustinet Dominum quoniam adiutor et protector noster est                                  |
| 21     | כִּי-בוֹ, יִשְׂמַח לִבֵּנוּ: כִּי בְשֵׁם קָדְשׁוֹ בָטָחְנוּ           | Car notre cœur met en lui sa joie, car nous avons confiance en son saint nom.                             | Quia in eo laetabitur cor nostrum et in nomine sancto eius speravimus                                  |
| 22     | יְהִי-חַסְדְּךָ יְהוָה עָלֵינוּ: כַּאֲשֶׁר, יִחַלְנוּ לָךְ           | Éternel ! que ta grâce soit sur nous, comme nous espérons en toi !                                        | Fiat misericordia tua Domine super nos quemadmodum speravimus in te                                    |

## Usages liturgiques

### Dans le judaïsme
Le psaume 33 est très utilisé dans la liturgie juive. Il est récité entièrement pour Tashlikh, pour les zemirot du shabbat, de Yom Tov et de Hoshana Rabbah, ainsi que pour le jeûne de Behab dans certaines traditions.
Le premier verset fait partie de la prière Shochein Ad, et les versets 9, 10 et 11 apparaissent dans les zemirot pour Yehi Kivod. On trouve le verset 15 dans le Tractate de Rosh Hashanah. Les versets 20 à 22 font partie des quatre de Hoshia Et Amecha et des zemirot. Le verset 22 fait partie du dernier paragraphe des Tachanun et du Baruch Hashem de Maariv.

### Dans le christianisme

#### Chez les catholiques
Auprès des abbayes, ce psaume était traditionnellement exécuté aux matines du lundi depuis le haut Moyen Âge, selon le règle de saint Benoît établie vers 530,.
Le dernier verset se trouve à la fin de l'hymne Te Deum.
Dans la liturgie des Heures actuelle, le psaume 24 est récité à l’office de laudes du mardi de la première semaine.